# باب لاتا
باب لاتا (به انگلیسی: Bob Latta) نمایندهٔ حوزه انتخابیه پنجم اوهایو از حزب جمهوری‌خواه ایالات متحده آمریکا در مجلس نمایندگان ایالات متحده آمریکا است که برای نخستین‌بار در ۱۱ دسامبر ۲۰۰۷ میلادی به‌عضویت این مجلس درآمد.